# Jeff Braun
Jeff Braun is een ontwikkelaar van computerspellen en medeoprichter van het Amerikaanse softwareproductiebedrijf Maxis. Sinds 1997 investeert Braun in verschillende softwarebedrijven in de Verenigde Staten en Israël.

## Carrière
Voor zijn ontmoeting met Will Wright in 1987 maakte Braun lettertypepakketten voor Amiga. Wright kon geen uitgever vinden voor zijn stedenbouwsimulatiespel SimCity en Braun had een jachtvliegtuig-simulatiespel klaar liggen. Nadat Braun SimCity had bekeken, overtuigde hij Wright om zelf beide spellen uit te geven. Ze startten een bedrijf en noemden het Maxis.
In 1995 had Maxis zijn primaire emissie, twee jaar later verkochten Braun en Wright het bedrijf aan Electronic Arts voor 128 miljoen dollar aan aandelen. Dit maakte Braun de grootste aandeelhouder van Electronic Arts in die tijd.